# Lou bouquet prouvençaou

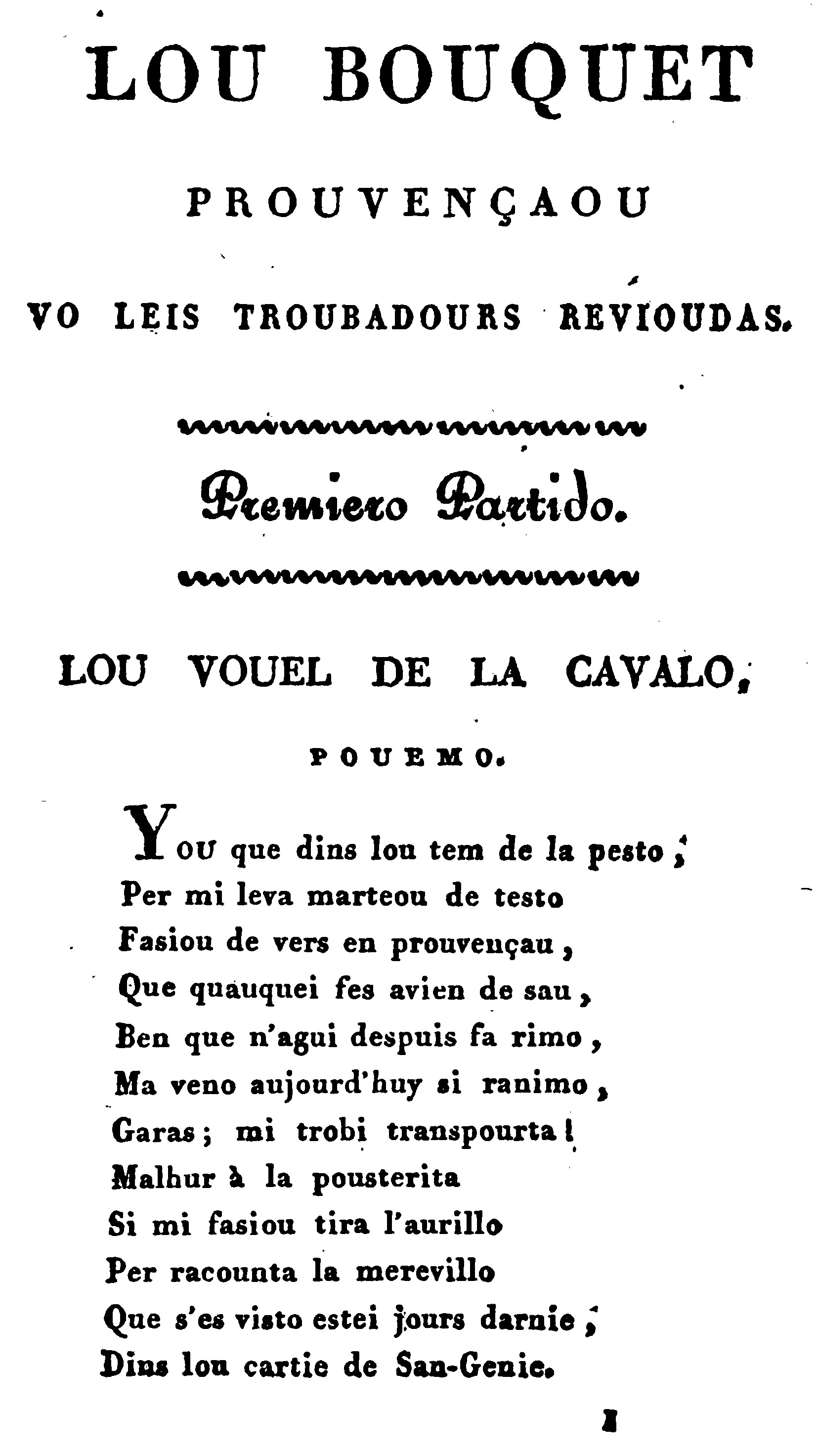
Page de titre de l'ouvrage.

Lou bouquet prouvençau vo lei troubadours revioudas ( « Le bouquet provençal ou les troubadours rescucités ») ou Lo boquet provençau vò lei trobadors reviudats selon la norme classique ou encore Lou bouquet prouvençau vo lei troubadour reviouda selon la norme mistralienne, fut la première grande anthologie littéraire provençale de langue d'oc. Elle fut composée par le critique, éditeur, poète et imprimeur marseillais Joseph François Achard et fut publiée a Marseille en 1823. Il se compose de deux parties :
- une première où sont réunis un certain nombre d'auteurs provençaux de langue occitane du XVIIIe siècle (Jean-Baptiste Coye, Jean-Baptiste Germain, François Toussaint Gros, l'abbé Jean-Gabriel Vigne et Claude Dageville) ainsi qu'un texte anonyme de la même période (La Festa de Mossur Barna vò lo vòl de la cavala, l'Aventura d'un Lebrau). Pour certains de ces textes il s'agit de la plus ancienne édition connue ;
- une seconde où sont présentés les auteurs contemporains de la composition de l'anthologie : Jean Jacques Léon d'Astros, Jean Joseph Marius Diouloufet ainsi que l'auteur et Théodose Achard, son frère).

## Dimension critique
Comme pour d'autres œuvres critiques ou littéraires occitane, l'édition est entièrement structurée en langue d'oc, depuis la mention de l'éditeur :
« A MARSILLO,

Imprimarie d'Achard, carriero St-Ferréol, no64 »
L'anthologie s'ouvre sur un « AVERTISSAMEN » et une première phrase optimiste : « Leis Musos prouvençalos, lon-temps assoupidos, sembloun vouille si revilla », écrite en provençal maritime et dans une graphie cultivée
Achard fait l'éloge des écrivains du XVIIIe siècle puis précise, concernant la graphie (un débat récurrent dans l'histoire moderne des lettres d'oc) : « Aven respecta l'ooutrografo de cadun, parce que tan que l'ooura pa uno grammero per nous guida et faire lei, quu escrioura d'uno maniero, quu d'uno aoutro. Naoutreis aven tacha, ooutan que poussible, d'escrioure coumo si parlo. » (« Nous avons respecté l'orthographe de chacun, parce que tant que nous n'aurons pas une grammaire pour nous guider (...), l'un écrira comme ceci et l'autre comme cela. Nous avons tâché, autant que possible, d'écrire [la langue] comme [elle] se parle. »)
Il faut souligner que presque à la même époque, Émile Vignancour œuvrait similairement (toujours pour l'occitan mais cette fois en béarnais) pour la littérature béarnaise.